# Reg Armstrong
Reg Armstrong, född 1926 i Liverpool, England, Storbritannien, död 1979, var en irländsk roadracingförare.

## Roadracingkarriär
Armstrong föddes i England med irländska föräldrar, och flyttade till Irland som ung. Han tävlade i Roadracing-VM mellan 1949 och 1956, och nådde stora framgångar, även om han aldrig blev världsmästare. Han vann totalt sju segrar i 500GP, från Manx TT 1952. Han blev trea i 500GP 1952, tvåa i både 500GP och 250GP 1953, innan han blev tvåa i 500GP 1955. Armstrong blev 1962 manager för Hondas roadracingsatsning. Han slutade sedan med den rollen, och försökte sig på både en bilförarkarriär och lerduveskytte, med varierande framgång. Han var dock med i VM i lerduveskytte 1978, året innan han omkom i en bilolycka nära sitt hem i Storbritannien.